# La Gauche moderne
La Gauche moderne (Den Moderna Vänstern) är ett franskt center-högerparti, som grundades 2007. Partiet utgör den vänstra falangen inom den koalition som stöder Nicolas Sarkozy som president.
Partiet kallar sig självt för socialliberalt och förespråkar en "social marknadsekonomi".
I Europaparlamentsvalet 2009 ställde partiet upp med kandidater som stod på vallistan för Union pour un Mouvement Populaire (UMP). Partiet blev följaktligen invalt med två mandat. Båda Europaparlamentarikerna sitter i samma grupp som UMP, det vill säga Europeiska folkpartiets grupp (kristdemokrater). Dock ingår inte La Gauche moderne i Europeiska folkpartiet, så som UMP.